# راپولانو ترمه
راپولانو ترمه (به ایتالیایی: Rapolano Terme) یک کومونه در ایتالیا است که در استان سیه‌نا واقع شده‌است.

## خصوصیات
راپولانو ترمه ۸۳٫۱ کیلومترمربع مساحت و ۴٬۹۳۲ نفر جمعیت دارد و ۳۳۴ متر بالاتر از سطح دریا واقع شده‌است.